# Article d'opinió
Un article d'opinió és un gènere periodístic argumental d'una certa extensió i importància en el qual s'expressen idees, opinions i judicis sobre temes d'actualitat o d'interès humà.

## Característiques
- Els articles d'opinió, que es troben en unes pàgines específiques dels diaris, poden ser de dos tipus: fixos i esporàdics. Els fixos s'anomenen columnes, són més breus i expressen l'opinió de col·laboradors habituals. els esporàdics se solen encarregar a especialistes (periodistes, economistes, sociòlegs...) i són habitualment més llargs i tracten els temes amb més profunditat.
- Tot i que l'articulista té llibertat per triar l'estil que més li agradi, el lector agraeix que sigui clar i concís, i que toqui a fons el tema; per això, els diaris recomanen que es facin servir mots que entengui qualsevol lector. El to pot ser formal, irònic...
- Es permet l'ús de la primera persona, però hi predomina la tercera, que dona un to més neutre.
- L'autor escull l'estructura que més li convé (exposició, narració, carta, etc.). L'últim paràgraf se sol reservar per a la conclusió del que s'ha dit o per a plantejar preguntes o hipòtesis obertes a la reflexió dels lectors.
- El títol va a criteri de l'autor; acostuma a ser breu, però ric en significat i enginy. Quan l'article ocupa un lloc preferent, el titular és més gros.
- Normalment a peu de pàgina s'indica la professió, càrrec... del signant o la seva adreça electrònica.